# Język chut
Język chut – język używany przez mniejszość narodową Chứt w Wietnamie oraz przez grupę 450 osób w Laosie (w prowincji Khammouan). Jest spokrewniony z językami arem i maleng.